# Vilmos Rácz
Vilmos Rácz (* 31. März 1889 in Budapest; † 18. Juli 1976 in Sydney, Australien) war ein ungarischer Sprinter.
Bei den Olympischen Spielen 1908 in London wurde er im Vorlauf der olympischen Staffel eingesetzt und trug damit zum Gewinn der Bronzemedaille für die ungarische Mannschaft bei. Über 100 und 200 Meter schied er im Vorlauf aus.
1912 erreichte er bei den Olympischen Spielen in Stockholm über 100 Meter und in der 4-mal-100-Meter-Staffel das Halbfinale.
1910 wurde er Ungarischer Meister über 100 Yards.

## Persönliche Bestzeiten
- 100 m: 10,9 s, 21. August 1910, Hamburg
- 200 m: 22,6 s, 18. Juli 1909, Tatranská Lomnica